# Jean Schaepherders
Jan Joseph Marie Albertine Schaepherders (Mechelen, 9 maart 1876 – 14 oktober 1946) was een Belgisch beeldhouwer en politicus voor het Katholiek Verbond van België.

## Levensloop
Schaepherders, getrouwd met Johanna Van der Krieken, bekwaamde zich als beeldhouwer.
Hij werd actief in de christelijke arbeidersbeweging en werd bestuurslid van de houtbewerkersgilde en in 1918 secretaris van de Katholieke Werkmanskring van Mechelen. In 1919 was hij de eerste kandidaat van de werklieden voor het partijbestuur van de Katholieke Vereeniging van Mechelen. Die partij was pas hervormd volgens het principe van de standenvertegenwoordiging en dit leidde tot een conservatieve scheurlijst. Schaepherders werd voorzitter van het Christelijk Werkersverbond van Mechelen. 
In 1921 werd hij verkozen tot gemeenteraadslid van Mechelen, wat hij bleef tot aan zijn dood. Van 1927 tot 1941 was hij schepen. Van 1925 tot 1931 was hij provincieraadslid. In 1936 werd hij verkozen tot katholiek volksvertegenwoordiger voor het arrondissement Mechelen, een mandaat dat hij vervulde tot in 1939.